# Allora doleschallii
Allora doleschallii is een vlinder uit de familie van de dikkopjes (Hesperiidae). De wetenschappelijke naam van de soort is voor het eerst gepubliceerd in 1860 door Cajetan Freiherr von Felder.

## Verspreiding
De soort komt voor in Indonesië (Aru-eilanden, Buru, Waigeo), Nieuw-Guinea en Noord-Australië.

## Etymologie
De naam verwijst naar Carl Ludwig Doleschall.